# Campionati di pugilato dilettanti femminili dell'Unione europea 2006
I Campionati di pugilato dilettanti dell'Unione europea femminili 2006 si sono tenuti a Porto Torres, Italia, dal 6 all'11 giugno 2006. È stata la 1ª edizione della competizione annuale organizzata dall'EABA. L'italiana Simona Galassi ha disputato l'ultimo incontro della propria carriera per raggiunti limiti d'età.

## Risultati
Questi i risultati della competizione:
| Categoria                  | Oro                         | Argento                      | Bronzo                                             |
| -------------------------- | --------------------------- | ---------------------------- | -------------------------------------------------- |
| Pesi paglia (kg 46)        | Steluta Duta Romania        | Valeria Calabrese Italia     | Serpil Yassikaya Turchia Ewelina Pekalska Polonia  |
| Pesi mosca leggeri (kg 48) | Laura Tosti Italia          | Camelia Negrea Romania       | Jenny Hardings Svezia Monika Csik Ungheria         |
| Pesi mosca (kg 50)         | Simona Galassi Italia       | Delphine Mancini Francia     | Ayse Yavuz Turchia Lidia Ion Romania               |
| Pesi supermosca (kg 52)    | Sumeyra Kaya Turchia        | Elena Walendzik Germania     | Saliha Ouchen Francia Loredana Piazza Italia       |
| Pesi gallo (kg 54)         | Karolina Michalczuk Polonia | Natalie Kalinowski Germania  | Mihaela Cijevschi Romania Kati Collander Finlandia |
| Pesi piuma (kg 57)         | Dina Burger Svizzera        | Evelyn Coolens Belgio        | Myriam Dellal Francia Gonca Yilmaz Turchia         |
| Pesi leggeri (kg 60)       | Gulsum Tatar Turchia        | Anna Kasprzak Polonia        | Sandra Brugger Svizzera Lucie Bertaud Francia      |
| Pesi superleggeri (kg 63)  | Vinni Skovgaard Danimarca   | Amanda Coulson Inghilterra   | Sureyya Agil Turchia Alanna Murphy Irlanda         |
| Pesi welter (kg 66)        | Anna Ingman Svezia          | Nurhayat Hicyakmazer Turchia | Yvonne Rasmussen Danimarca                         |
| Pesi superwelter (kg 70)   | Aya Cissoko Francia         | Emine Ozkan Turchia          | Patrizia Pilo Italia                               |
| Pesi medi (kg 75)          | Anita Ducza Ungheria        | Hatice Olgundeniz Turchia    | Anna Srodowska Polonia                             |
| Pesi mediomassimi (kg 80)  | Beata Malek Polonia         | Ulrike Brückner Germania     |                                                    |
| Pesi massimi (kg 86)       | Maria Kovacs Ungheria       | Semsi Yarali Turchia         | Adriana Hosu Romania Paulina Szmidt Polonia        |

## Medagliere
| Posizione | Paese       | Oro | Argento | Bronzo | Totale |
| --------- | ----------- | --- | ------- | ------ | ------ |
| 1         | Turchia     | 2   | 4       | 4      | 10     |
| 2         | Polonia     | 2   | 1       | 3      | 6      |
| 3         | Italia      | 2   | 1       | 2      | 5      |
| 4         | Ungheria    | 2   | 0       | 1      | 3      |
| 5         | Francia     | 1   | 1       | 3      | 5      |
| 5         | Romania     | 1   | 1       | 3      | 5      |
| 7         | Danimarca   | 1   | 0       | 1      | 2      |
| 7         | Svizzera    | 1   | 0       | 1      | 2      |
| 7         | Svezia      | 1   | 0       | 1      | 2      |
| 10        | Germania    | 0   | 3       | 0      | 3      |
| 11        | Belgio      | 0   | 1       | 0      | 1      |
| 11        | Inghilterra | 0   | 1       | 0      | 1      |
| 13        | Finlandia   | 0   | 0       | 1      | 1      |
| 13        | Irlanda     | 0   | 0       | 1      | 1      |
|           | Totale      | 13  | 13      | 21     | 47     |